# Therioplectes charopus
Therioplectes charopus är en tvåvingeart som först beskrevs av Lichtenstein 1796.  Therioplectes charopus ingår i släktet Therioplectes och familjen bromsar. Inga underarter finns listade i Catalogue of Life.